# Aphyosemion exiguum
Aphyosemion exiguum és una espècie de peix de la família dels aploquèilids i de l'ordre dels ciprinodontiformes.

## Morfologia
Els mascles poden assolir els 4 cm de longitud total.

## Distribució geogràfica
Es troba a Àfrica: Camerun, Guinea Equatorial, Gabon i República del Congo.